# Will Campbell
Will Campbell (Monroe, 6 gennaio 2004) è un giocatore di football americano statunitense che milita nel ruolo di offensive tackle per i New England Patriots della National Football League (NFL).

## Carriera universitaria
Campbell si iscrisse a LSU nel gennaio 2022. Già nella sua prima stagione fu nominato offensive tackle titolare. Dopo la sua prima annata fu premiato come Freshman All-American dalla Football Writers Association of America (FWAA) e classificato il secondo miglior bloccatore sui passaggi della nazione da Pro Football Focus. Nel 2023 fu inserito nella formazione ideale della Southeastern Conference (SEC). Nel 2024 vinse il Jacobs Blocking Trophy come miglior uomo di linea della SEC e fu una selezione condivisa All-American. A fine stagione decise di passare tra i professionisti.

## Carriera professionistica

### New England Patriots
Campbell era considerato uno dei migliori offensive tackle selezionabili nel Draft NFL 2025. Il 25 aprile fu scelto come quarto assoluto dai New England Patriots.